# Gübelin
Die Gübelin AG ist ein im Uhren- und Schmuckbereich tätiges Schweizer Familienunternehmen mit Sitz in Luzern. Es wird von der sechsten Generation geführt. Das Unternehmen verkauft selbst designten und hergestellten Schmuck unter der Eigenmarke Gübelin Jewellery, vertreibt aber auch Luxusprodukte weltweit bekannter Marken. Das Luzerner Unternehmen beschäftigt über 250 Mitarbeiter. Gübelin führt Boutiquen an insgesamt sieben Standorten in der Schweiz und Asien.

## Geschichte
Im Jahr 1854 eröffnete Jakob Josef Mauritz Breitschmid sein Uhrmachergeschäft an der Pfistergasse in Luzern. Am 3. Juni 1861 wurde Eduard Jakob Gübelin geboren. Als junger Mann wanderte er wegen der Wirtschaftskrise von Goldingen nach Luzern aus und absolvierte dort eine Lehre beim Uhrmacher Breitschmid. Am 9. Oktober 1886 heirateten Eduard Jakob Gübelin und Bertha Sophia Breitschmid. Sie war die Tochter seines früheren Lehrmeisters Jakob Josef Mauritz Breitschmid. Eduard Jakob Gübelin wurde Geschäftspartner seines Schwiegervaters. 1899 übernahm er das Geschäft von diesem.
1903 eröffnete der neue Geschäftsführer Eduard Jakob Gübelin-Breitschmid die Boutique im ehemaligen «Hotel d’Angleterre» am Schwanenplatz beim Schweizerhofquai in Luzern. 1923 gründete Eduard Moritz Gübelin-Schriber, der Sohn von Eduard Jakob Gübelin-Breitschmid das gemmologische Labor, um die Qualität der Edelsteine intern zu prüfen. Im selben Jahr begann die Firma Gübelin auch eigene Schmuckstücke zu fertigen. Diese entstehen im hauseigenen Schmuckatelier.
1931 wurde in St. Moritz die Gübelin Boutique im «Haus Surselva» eröffnet. 1932 folgte eine Boutique an der Bahnhofstrasse in Zürich. Heute ist Gübelin an folgenden Standorten vertreten: seit 1854 in Luzern, seit 1931 in St. Moritz, seit 1932 in Zürich, seit 1944 in Genf, seit 1967 in Lugano, seit 1972 in Basel und seit 2013 in Hongkong.
Im Jahr 1945 übernahm Walter Gübelin, der Sohn von Eduard Moritz Gübelin-Schriber die Gesamtleitung der Firma und die Leitung des Uhrenateliers. Sein Bruder, der Gemmologe Eduard Josef Gübelin, war für die Edelsteine und die Kommunikation verantwortlich. Eduard J. Gübelin war ein Pionier in der Gemmologie. So konnte er zum Beispiel 1945 zu einer Täter-Überführung in einer Diebstahlserie beitragen. 1988 übergab Walter Gübelin die Unternehmensleitung an seinen Sohn Thomas Gübelin.
Sara Gübelin Mittelmann, die Tochter von Thomas und Susy Gübelin, trat im Jahr 2000 in das Familienunternehmen ein. Sieben Jahre später wurde sie zusammen mit ihrem Bruder, Raphael Gübelin, in den Verwaltungsrat aufgenommen. 2011 übernahm er die Unternehmensleitung und wurde Präsident der Firma Gübelin.
2010 eröffnete das Gübelin Gemmologische Labor einen Standort in Hongkong. Zwei Jahre später expandierte Gübelin nach Kuala Lumpur. Dort öffnete die erste Gübelin Boutique in Asien ihre Türen. Im Dezember 2017 wurde diese Boutique geschlossen. Im Jahr  2013 eröffnete das Familienunternehmen in Hongkong einen Privatsalon. Zudem gründete Gübelin 2013 die Gübelin Akademie ebenfalls in Hongkong. Deren Aufgabe  ist die Wissens-Vertiefung von Edelsteinliebhabern.
Im Jahr 2015 stellte Gübelin seine Geschäftsphilosophie «Deeply Inspired» vor und präsentierte seine drei neuen Schmuckwelten: «Deep Sea», «Mystical Garden» und «Glowing Fire».
Die 1967 beim Berner Hotel Schweizerhof eröffnete Boutique, wurde zwischen Ende 2018 und Ende 2019 geschlossen.

## Geschäftseinheiten
Die Firma Gübelin besteht aus mehreren Geschäftseinheiten. Dazu gehören unter anderem das Gübelin Atelier, die Gübelin Boutiquen, die Gübelin Akademie, die Gübelin Gemmologischen Labore (Gem Lab) und Edigem. Die Gem Labs, die Akademie und Edigem sind unabhängige Tochterfirmen von Gübelin.

### Gübelin Jewellery
Seit 1923 besitzt Gübelin ein eigenes Schmuckatelier, welches sich am Hauptsitz in Luzern befindet. Dort wird der Schmuck von Designern kreiert und von Juwelieren hergestellt. Die Einschlüsse in den Edelsteinen sind maßgeblich für das Design der Schmuckstücke. Der selbst gefertigte Schmuck wird unter der Eigenmarke Gübelin in den Boutiquen und auch online im E-commerce verkauft.

### Boutiquen
Gübelin ist mit seinen Boutiquen an insgesamt sieben Standorten vertreten. Diese sind Luzern, Zürich, St. Moritz, Genf, Lugano, Kuala Lumpur und Hongkong.

### Akademie
2013 eröffnete Gübelin eine Akademie in Hongkong. Diese bietet Gemmologiekurse und -seminare an.
Die «Coloured Gem Professional Ausbildung» besteht aus 3 Levels:
- Level 1: Kurzeinführung zu Smaragden, Rubinen und Saphiren
- Level 2: Smaragde, Rubine und Saphire umfassender erforschen
- Level 3: Das Innenleben von Edelsteinen detailliert analysieren sowie gemmologische Untersuchungen und Tests aus Laborperspektive verstehen

### Gemmologische Labore (Gem Lab)
In den gemmologischen Laboren beschäftigen sich Gemmologie-Experten mit den Analysen von Edelsteinen. Dabei untersuchen sie die Authentizität, die Identität und die Herkunft eines Edelsteins. Auf die Gemmologischen Berichte verlassen sich Auktionshäuser, Königsfamilien, Juweliere, Edelsteinhändler und Sammler aus aller Welt. Gübelin führt insgesamt drei Gemmologische Labore. Das erste wurde bereits 1923 in Luzern gegründet. Dazu kam die Eröffnung zwei weiterer Labore in Hongkong (2010) und New York (2017).

### Edigem
Edigem ist eine eigenständige Tochterfirma der Gübelin Gruppe und berät Auftraggeber bei der Schätzung und beim Verkauf antiker Schmuckstücke.

### Dr.-Eduard-Gübelin-Scholarship
Jedes Jahr vergibt die «Dr. Eduard Gübelin Association» ein Stipendium für ein innovatives Forschungsprojekt im Bereich der Gemmologie. Mit dem Scholarship sollen Masterstudierende, Doktoranden oder promovierte Forscher aus den Bereichen Geowissenschaften (Mineralogie, Geologie, Geochemie), Kristallografie, Chemie, Physik, Materialwissenschaften, Archäologie, Biologie und verwandten Wissenschaften bei einem Forschungsprojekt in den Geowissenschaften oder einem verwandten Bereich finanziell und anderweitig unterstützt werden.

## Produkte
Gübelin führt eine grosse Auswahl an luxuriösen Uhrenmarken. Daneben ist Gübelin auch Designer und Hersteller eigener Schmuckstücke, welche unter der Marke Gübelin Jewellery zu kaufen sind.
2017 lancierte Gübelin im Luxusgüterbereich einen E-Commerce. Interessierte können nun Uhren und Schmuck auch online bestellen.

## Wettbewerber
- Bucherer AG
- Gerhard D. Wempe